# Le Mesnillard
Le Mesnillard is een gemeente in het Franse departement Manche (regio Normandië) en telt 271 inwoners (1999). De plaats maakt deel uit van het arrondissement Avranches.

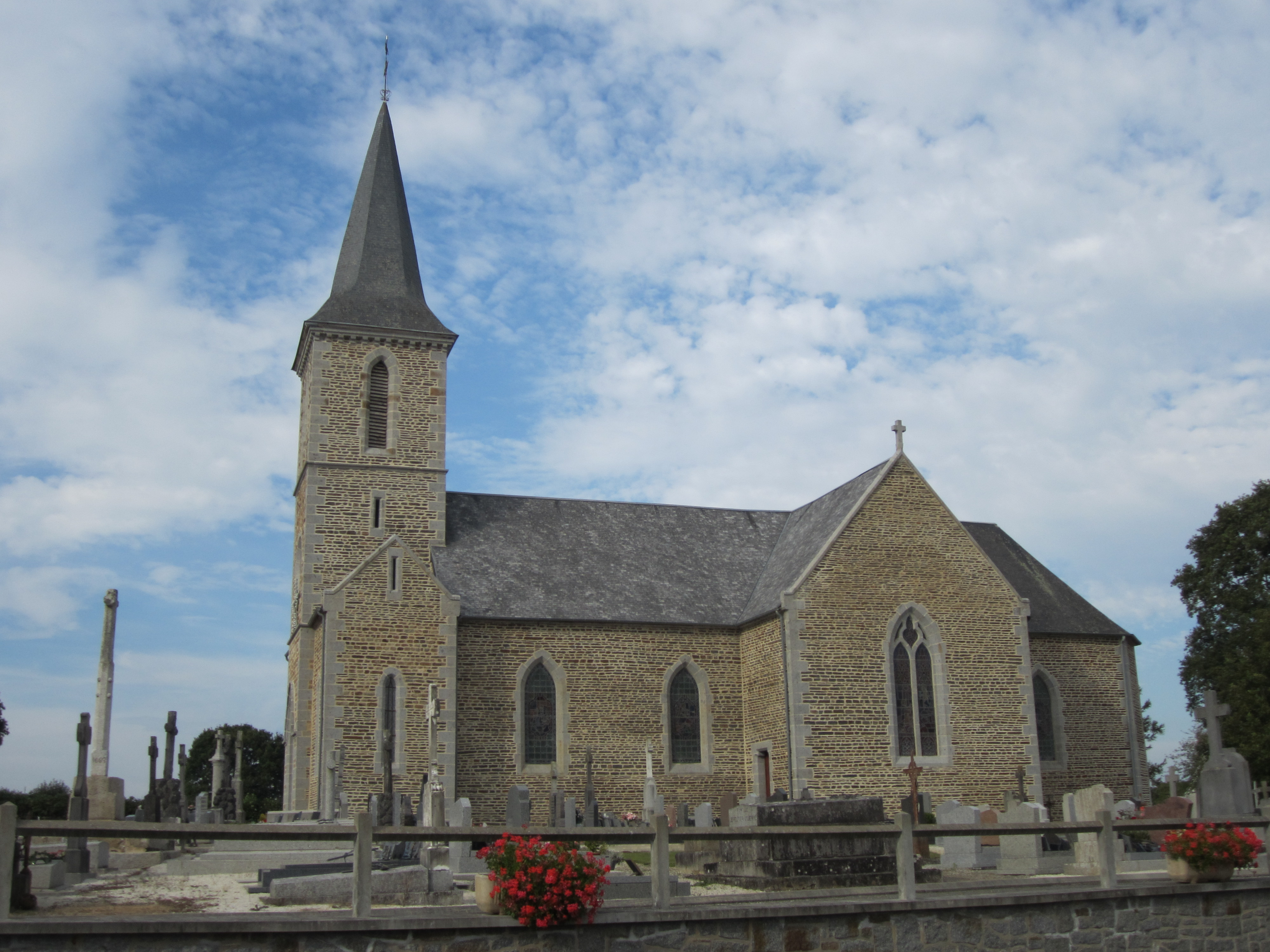
Kerk van St. Michel
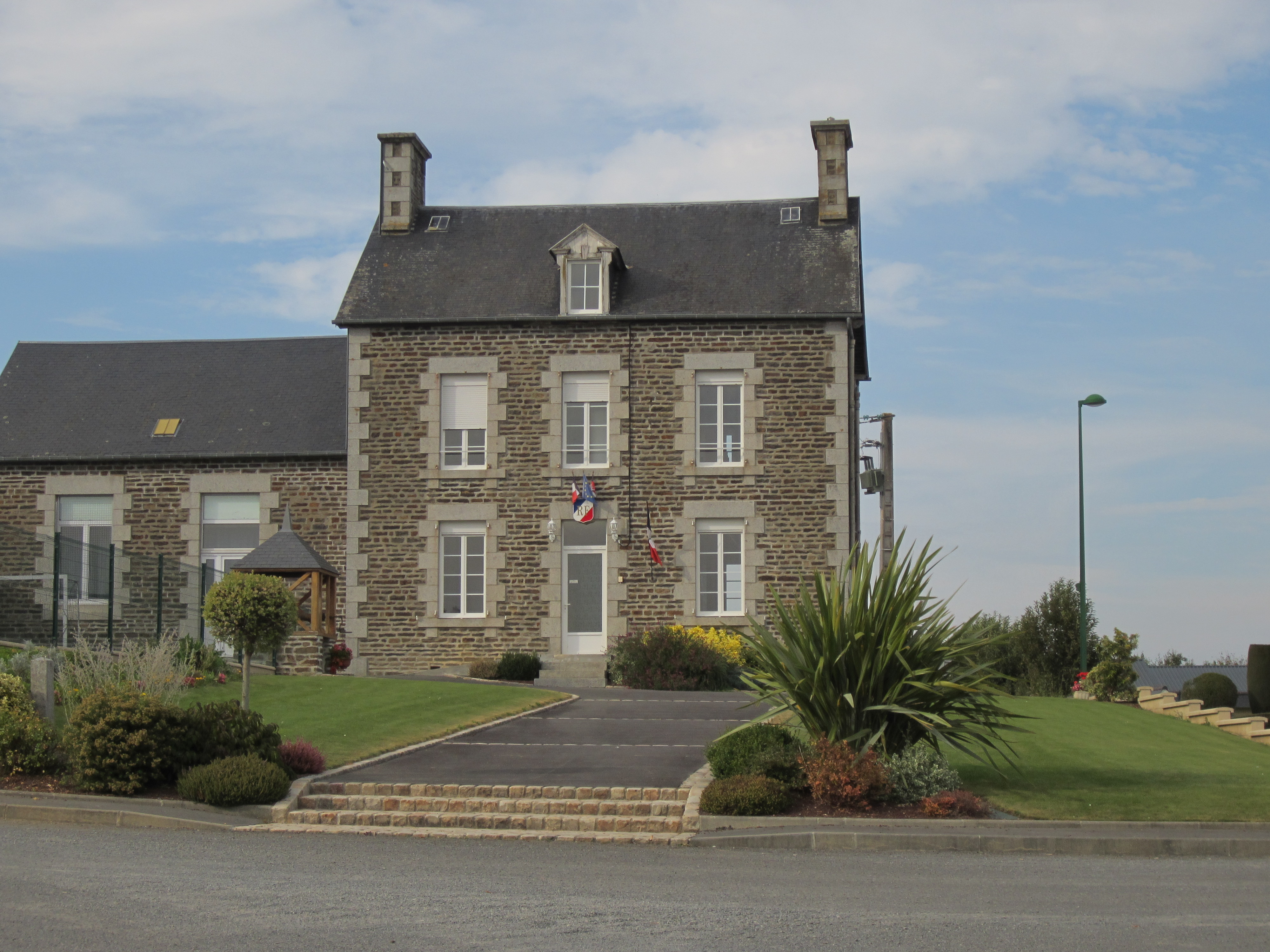
Gemeentehuis

## Geografie
De oppervlakte van Le Mesnillard bedraagt 9,7 km², de bevolkingsdichtheid is 27,9 inwoners per km².
De onderstaande kaart toont de ligging van Le Mesnillard met de belangrijkste infrastructuur en aangrenzende gemeenten.

## Demografie
Onderstaande figuur toont het verloop van het inwonertal (bron: INSEE-tellingen).

1. ↑  Populations de référence 2022.